# توم كاري
توم كاري (بالإنجليزية: Tom Carey) هو لاعب كرة قاعدة أمريكي، ولد في 11 أكتوبر 1906 في هوبوكين في الولايات المتحدة، وتوفي في 21 فبراير 1970 في روتشستر في الولايات المتحدة.

## وصلات خارجية
- توم كاري على موقع جمعية أبحاث البيسبول الأمريكية (الإنجليزية)